# Dikgatlong
Dikgatlong es un municipio local sudafricano situado en el distrito de Frances Baard, en la provincia de Cabo Septentrional.

## Superficie
Dikgatlong tiene una superficie de 7316 km².

## Demografía
En 2022, tenía 56 967 habitantes, una densidad poblacional de 7,78 hab./km², y 14 406 viviendas.